# República parlamentarista
República parlamentarista ou república parlamentar é uma forma de governo republicano organizado sob um sistema parlamentarista de governo. Em contraste a uma república presidencialista ou semipresidencialista, o chefe de Estado normalmente não tem amplas atribuições executivas, pois grande parte desses poderes é exercido pelo "chefe de Governo" (usualmente denominado primeiro-ministro). Em alguns casos, todavia, o parlamento elege um representante que exerce simultaneamente as funções de chefe de Estado e chefe de Governo – tal ocorre nas constituições políticas da África do Sul, Suriname e Botswana, por exemplo.
No primeiro caso, a forma de arranjo do poder executivo é distinta da maioria dos outros governos e repúblicas semipresidenciais que separam o chefe de estado (geralmente designado como o "presidente") do chefe de governo (geralmente designado como "primeiro-ministro", "premier" ou "chanceler") e submetê-lo à confiança do parlamento e a um leniente mandato no cargo enquanto o chefe de Estado não tem dependência e investe em qualquer cargo com a maioria do poder executivo. No segundo caso, os cargos de chefe de governo e chefe de estado são combinados, igual nas Repúblicas presidencialistas. No entanto, este tem uma dependência perante o poder Parlamentar.

## Poderes
Ao contrário das repúblicas que operam sob o sistema presidencialista ou semipresidencial, o chefe de Estado geralmente não tem poderes executivos como um presidente executivo (alguns podem ter 'poderes de reserva' ou um pouco mais de influência), porque muitos desses poderes foram concedidos a um chefe de governo (geralmente chamado primeiro-ministro).
No entanto, em uma república parlamentar com um chefe de Estado cujo mandato é dependente do parlamento, o chefe de governo e chefe de estado pode formar um escritório (como em Botswana, Ilhas Marshall, Nauru, África do Sul e Suriname), mas o presidente ainda é selecionado da mesma maneira que o primeiro-ministro está na maioria dos sistemas de Westminster. Isso geralmente significa que eles são o líder do maior partido ou coalizão de partidos no parlamento.
Em alguns casos, o presidente pode legalmente ter poderes executivos que lhes são concedidos para a administração do dia a dia do governo (como na Áustria e na Islândia), mas por convenção eles não usam esses poderes ou os usam apenas para dar efeito para o conselho do parlamento ou chefe de governo. Algumas repúblicas parlamentares poderiam, portanto, ser vistas como seguindo o sistema semipresidencial, mas operando sob um sistema parlamentarista.

## Desenvolvimento histórico
Tipicamente, as repúblicas parlamentares são estados que antes eram monarquias constitucionais com um sistema parlamentarista, com a posição de chefe de estado dada a um monarca.
Após a derrota de Napoleão III na Guerra Franco-Prussiana, a França tornou-se novamente uma república - a Terceira República Francesa - em 1870. O Presidente da Terceira República tinha muito menos poderes executivos do que os das duas repúblicas anteriores. A Terceira República durou até a invasão da França pela Alemanha nazista em 1940. Após o fim da guerra, a Quarta República Francesa foi constituída em linhas semelhantes em 1946. A Quarta República viu uma era de grande crescimento econômico na França e a reconstrução da França. as instituições sociais e a indústria da nação depois da guerra, e desempenharam um papel importante no desenvolvimento do processo de integração européia, que mudou o continente permanentemente. Algumas tentativas foram feitas para fortalecer o ramo executivo do governo para evitar a situação instável que existia antes da guerra, mas a instabilidade permaneceu e a Quarta República viu mudanças frequentes no governo - houve 20 governos em dez anos. Além disso, o governo mostrou-se incapaz de tomar decisões efetivas em relação à descolonização. Como resultado, a Quarta República entrou em colapso e o que alguns críticos consideraram ser um golpe de estado de fato, posteriormente legitimado por um referendo em 5 de Outubro de 1958, levou ao estabelecimento da Quinta República Francesa em 1959.
No continente americano, poucas foram as experiências parlamentaristas republicanas. O Chile, após uma guerra civil em 1891, tornou-se uma república parlamentar, embora não oficialmente, pois a constituição da época não previa tal regime. No Brasil, a primeira experiência parlamentarista ocorreu durante o Império, entre 1847 e 1889. A segunda experiência, já na República, ocorreu durante o Governo João Goulart, entre 1961 e 1963.

### Comunidade das Nações
Desde a Declaração de Londres de 29 de Abril de 1949 (poucas semanas após a Irlanda se declarar uma república e se excluir da Comunidade Britânica), as repúblicas foram admitidas como membros da Comunidade das Nações. No caso de muitas repúblicas da Commonwealth, era comum que o soberano, anteriormente representado por um governador-geral, fosse substituído por um chefe de Estado não executivo eleito. Este foi o caso da África do Sul (que deixou a Comunidade logo após se tornar uma república), Malta, Trindade e Tobago, Índia e Vanuatu. Em muitos d'estes exemplos, o último governador-geral tornou-se o primeiro presidente. Tal foi o caso do Sri Lanka e do Paquistão. Outros estados se tornaram repúblicas parlamentares quando conquistaram a independência. 